# Phường 8, thành phố Bến Tre
Phường 8 là một phường cũ thuộc thành phố Bến Tre, tỉnh Bến Tre, Việt Nam.
Phường được sáp nhập vào phường Phú Khương vào ngày 16 tháng 6 năm 2025.

## Địa lý
Phường 8 có vị trí địa lý:
- Phía đông giáp xã Phú Hưng
- Phía tây giáp các phường An Hội và Phú Khương
- Phía nam giáp xã Mỹ Thạnh An với ranh giới là sông Bến Tre
- Phía bắc giáp phường Phú Khương và xã Phú Hưng.

Phường có diện tích 2,24 km², dân số năm 1999 là 6.555 người, mật độ dân số đạt 2.926 người/km².

## Hành chính
Phường 8 được chia thành 4 khu phố gồm: 1, 2, 3, 4.

## Lịch sử
Địa bàn Phường 8 hiện nay trước năm 1975 là ấp An Hòa thuộc xã An Hội, quận Trúc Giang, tỉnh Kiến Hòa. Sau năm 1975, ấp An Hòa được chuyển thành xã An Hòa thuộc thị xã Bến Tre.
Ngày 14 tháng 3 năm 1984, Hội đồng Bộ trưởng ban hành Quyết định 41-HĐBT. Theo đó, giải thể xã An Hòa để thành lập Phường 8.
Ngày 16 tháng 6 năm 2025, Ủy ban Thường vụ Quốc hội ban hành Nghị quyết số 1687/NQ-UBTVQH15 về việc sắp xếp các đơn vị hành chính cấp xã của tỉnh Vĩnh Long năm 2025. Theo đó, sắp xếp toàn bộ diện tích tự nhiên, quy mô dân số của Phường 8, phường Phú Khương và các xã Phú Hưng, Nhơn Thạnh thành phường mới có tên gọi là phường Phú Khương.